# 歩兵第123連隊
歩兵第123連隊（ほへいだい123れんたい、歩兵第百二十三聯隊）は、大日本帝国陸軍の連隊のひとつ。

## 沿革
- 1940年（昭和15年）
  - 8月1日 - 編成改正により、留守第12師団の隷下を脱し歩兵第14連隊留守隊の任務を解除せられ新たに歩兵123連隊を編成、第66独立歩兵団の隷下に入る。

- 1943年（昭和18年）
  - 6月24日 - 編成改正により熊本歩兵第13連隊補充隊に移駐併合し、第46師団の隷下に入る。
  - 10月31日 - 熊本出発。11月1日、門司港出発

- 1944年（昭和19年）
  - 1月2日 - 小スンダ列島スンバ島に上陸（熊本からの輸送間下士官兵８名戦病死）、濠北地区防衛作戦に従事

- 1945年（昭和20年）
  - 2月1日 - 馬来地区に転進下令
  - 2月22日 - スンバ島出発
  - 4月17日 - 昭南島上陸。馬来南部地区警備。
    - スンバ島から馬来地区転進中に転進間戦死（戦死認定を含む）下士官兵66名、戦病死下士官兵7名
    - （7月1日ー8月14日、警備中戦死：将校1名、下士官兵9名、戦病死：下士官兵6名）

  - 8月15日（〜1946年） - 終戦警備(戦死：下士官兵6名、戦病者将校3名、下士官兵17名）
  - 終戦以来離隊逃亡のまま行方不明、下士官6名

- 1946年（昭和21年）- 復員完了

## 歴代連隊長
| 代 | 氏名       | 在任期間        | 備考                                       |
| -- | ---------- | --------------- | ------------------------------------------ |
| 1  | 木島袈裟雄 | 1940.8.1 -      | 23期                                       |
| 2  | 上村栄人   | 1942.12.1 -     | 28期。上村幹男陸軍中将の弟                 |
| 3  | 中條豊馬   | 1945.7.6 - 8.19 | 29期。終戦直後、部下の蓮田善明に射殺される |
| 末 | 新関栄作   | -               |                                            |